# Rødehus
 Ikke at forveksle med Rødehus (Sydslesvig).
Rødehus er en avlsgård i Tureby Sogn i Faxe Kommune under Bregentved Gods.
Den blev udskilt fra Turebyholm i 1850.
Rødehus er på 167 hektar

## Ejere af Rødehus
- (1850-1864) August Adam Wilhelm Joachimsen lensgreve Moltke
- (1864-1875) Frederik Georg Julius Augustsen lensgreve Moltke
- (1875-1936) Frederik Christian Frederiksen lensgreve Moltke
- (1936-1948) Christian Frederik Gustav Hemmingsen lensgreve Moltke
- (1948-1989) Hans Hemming Joachim Christian Christiansen lensgreve Moltke
- (1989-) Christian Georg Peter Hansen greve Moltke